# Ultima V: Warriors of Destiny
Ultima V: Warriors of Destiny é um jogo eletrônico de RPG desenvolvido e publicado pela Origin Systems, originalmente para Apple II, em março de 1988. Ele é o quinto jogo principal da série Ultima e o segundo da trilogia narrativa da "Era da Iluminação". A história do jogo toma um rumo mais sombrio em relação ao seu antecessor, Ultima IV. O rei de Britannia, Lord British, está desaparecido, substituído por um tirano chamado Lord Blackthorn. O jogador deve navegar por um mundo totalitário empenhado em impor suas virtudes por meios draconianos.
Ultima V apresenta vários avanços em relação a Ultima IV. O mundo do jogo é maior, com mais cidades, masmorras mais detalhadas e um submundo expansivo para explorar. O diálogo com os NPCs oferece mais opções a serem feitas durante a conversa. A interatividade do mundo foi ampliada com novas opções para pesquisar, manipular e explorar os arredores do jogador.
Uma recriação do jogo criada por fãs, intitulada Ultima V: Lazarus e utilizando o motor de jogo de Dungeon Siege, foi lançada em 22 de dezembro de 2005.